# Tecnofòbia
La tecnofòbia (de grec τέχνη - technē, "art, habilitat, ofici" i φόβος - phobos, "por") és la por o aversió cap a les noves tecnologies o dispositius complexos, especialment ordinadors. A pesar que són nombroses les interpretacions realitzades sobre aquest concepte, sembla més complexa posat que la tecnologia segueix evolucionant a un ritme imparable. El terme s'utilitza generalment en el sentit d'una por irracional, però uns altres sostenen temors justificats. Es relaciona amb la ciberfòbia i el seu contrari, la tecnofilia. El Dr. Larry Rosen, psicòleg, investigador, educador i professor de la Universitat Estatal de Califòrnia, suggereix que hi ha tres subcategories dominants dels tecnòfobs: els "usuaris incòmodes", els "tecnofòbics cognitius" i "tecnofòbics ansiosos".
No necessàriament es tracta d'una por irracional, la tecnofòbia també es refereix principalment al rebuig de noves tecnologies, generalment està justificat i no necessita ser guarit com altres fòbies. L'existència de la tecnofòbia és un factor perquè existeixin analfabets tecnològics (persones incapaces de manejar un ordinador o un caixer automàtic).

## Prevalença
Un estudi publicat a la revista "Computers in Human Behavior" es va realitzar entre 1992 i 1994 entre estudiants universitaris de primer any a diversos països. El percentatge global dels 3.392 estudiants que van respondre amb pors tecnofòbiques d'alt nivell va ser del 29%. En comparació, el Japó tenia un 58% de tecnòfobs d'alt nivell i Mèxic tenia un 53%.
Un informe publicat el 2000 va indicar que aproximadament entre el 85% i el 90% dels nous empleats d'una organització es poden sentir incòmodes amb la nova tecnologia i, fins a cert punt, són tecnofòbics.

## Història
La tecnofòbia va començar a cridar l'atenció com un moviment a Anglaterra amb les albors de la Revolució Industrial. Amb el desenvolupament de noves màquines capaces de fer el treball d'artesans qualificats amb homes, dones i nens no qualificats i mal pagats, aquells que treballaven en un ofici van començar a témer pels mitjans de vida. El 1675, un grup de teixidors va destruir màquines que van reemplaçar els seus treballs. Per 1727, la destrucció s'havia tornat tan freqüent que el Parlament britànic va convertir la demolició de màquines en un delicte capital. Aquesta acció, però, no va aturar l'onada de violència. Els ludites, un grup de treballadors antitecnològics, es van unir sota el nom de «ludd» el març de 1811, retirant components clau de teixir marcs, assaltant cases per subministraments i sol·licitant drets comercials mentre amenaçaven amb més violència. Les males collites i els disturbis alimentaris van ajudar la seva causa en crear una població inquieta i agitada perquè poguessin atreure simpatitzants.
El segle xix també va ser el començament de la ciència moderna, amb el treball de Louis Pasteur, Charles Darwin, Gregor Mendel, Michael Faraday, Henri Becquerel i Marie Curie, i inventors com Nikola Tesla El món estava canviant ràpidament, massa ràpid per a molts, que temien els canvis que ocorrien i anhelaven un moment més simple. El moviment romàntic va exemplificar aquests sentiments. Els romàntics tendien a creure en la imaginació sobre la raó, allò “orgànic” sobre allò mecànic, i anhelaven un temps més simple i pastoral. Poetes com William Wordsworth i William Blake creien que els canvis tecnològics que s'estaven produint com a part de la revolució industrial estaven contaminant la seva apreciada visió de la natura com a perfecta i pura.
Després de la Segona Guerra Mundial, el temor a la tecnologia va continuar creixent, catalitzat pels bombardejos atòmics d'Hiroshima i Nagasaki. Amb la proliferació nuclear i la Guerra Freda, la gent va començar a preguntar-se què seria del món ara que la humanitat tenia el poder de manipular-ho fins al punt de la destrucció. La producció corporativa de tecnologies de guerra com el napalm o l'agent taronja durant la Guerra del Vietnam va minar encara més la confiança pública en el valor i el propòsit de la tecnologia. En l'era posterior a la Segona Guerra Mundial, l'ambientalisme també es va enlairar com un moviment. La primera conferència internacional sobre contaminació de l'aire es va celebrar el 1955, i a la dècada de 1960, les investigacions sobre el contingut de plom de la gasolina van provocar indignació entre els ecologistes.

## Ludites

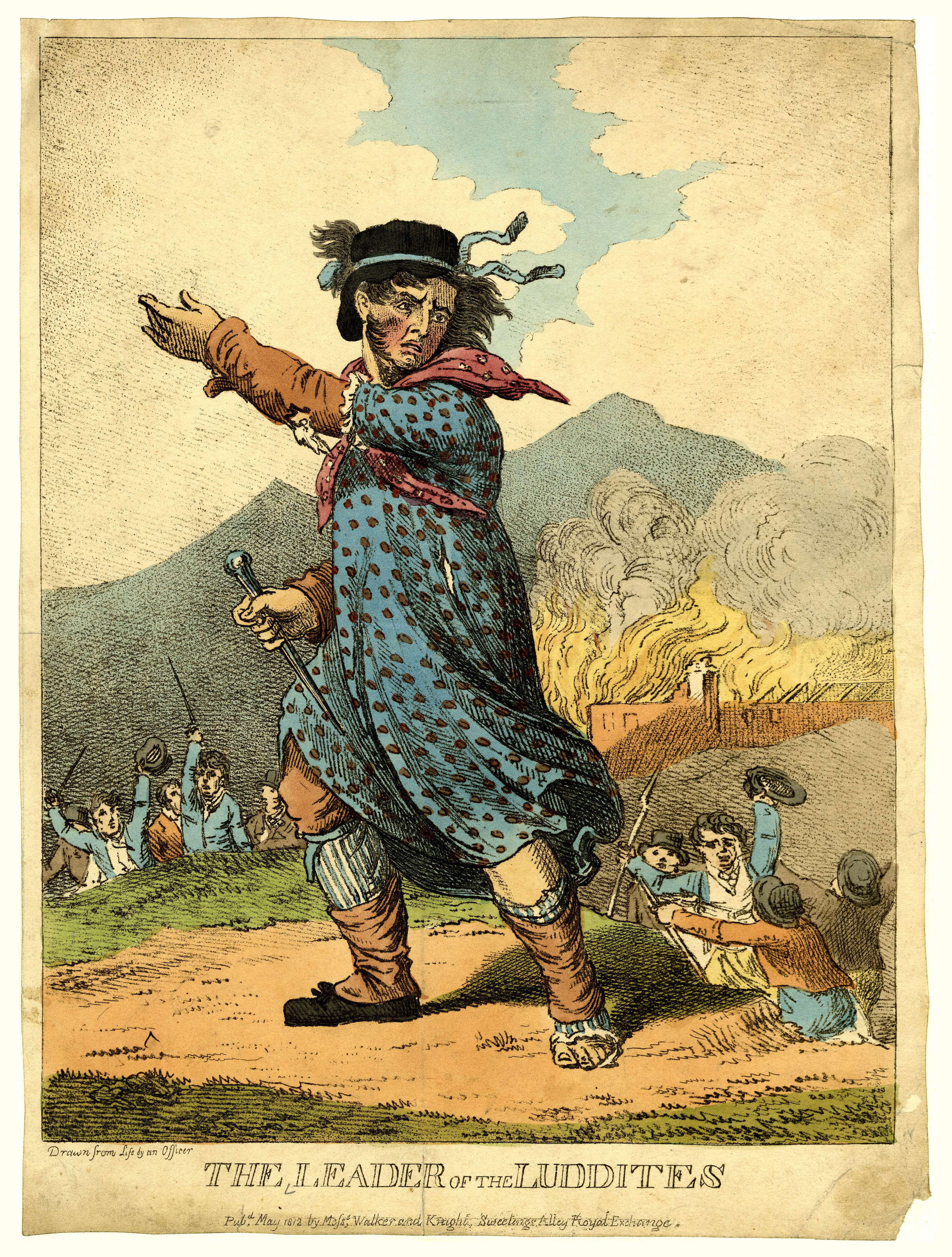
The Leader of the Luddites («El líder dels ludites»), gravat de 1812

Diversos grups socials es consideren tecnofòbics, els més reconeixibles dels quals són els ludites. Molts grups tecnofòbics es rebel·len contra la tecnologia moderna perquè creuen que aquestes tecnologies amenacen les seves formes de vida i suport. Els ludites eren un moviment social d'artesans britànics al segle xix que es van organitzar en oposició als avenços tecnològics en la indústria tèxtil. Aquests avenços van reemplaçar a molts artesans tèxtils qualificats amb operadors de màquines comparativament no qualificats. Els ludites britànics del segle xix van rebutjar les noves tecnologies que van afectar l'estructura dels seus oficis establerts o la naturalesa general del treball en si.
La resistència a les noves tecnologies no va passar quan la tecnologia acabada d'adoptar va ajudar el procés de treball sense fer-li canvis significatius. Els ludites britànics van protestar per l'aplicació de les màquines, més que no pas per la invenció de la mateixa màquina. Argumentaven que el seu treball era una part crucial de l'economia i consideraven les habilitats que posseïen per completar el treball com una propietat que necessitava protecció contra la destrucció causada per l'autonomia de les màquines.

## Tecnofòbia a les arts

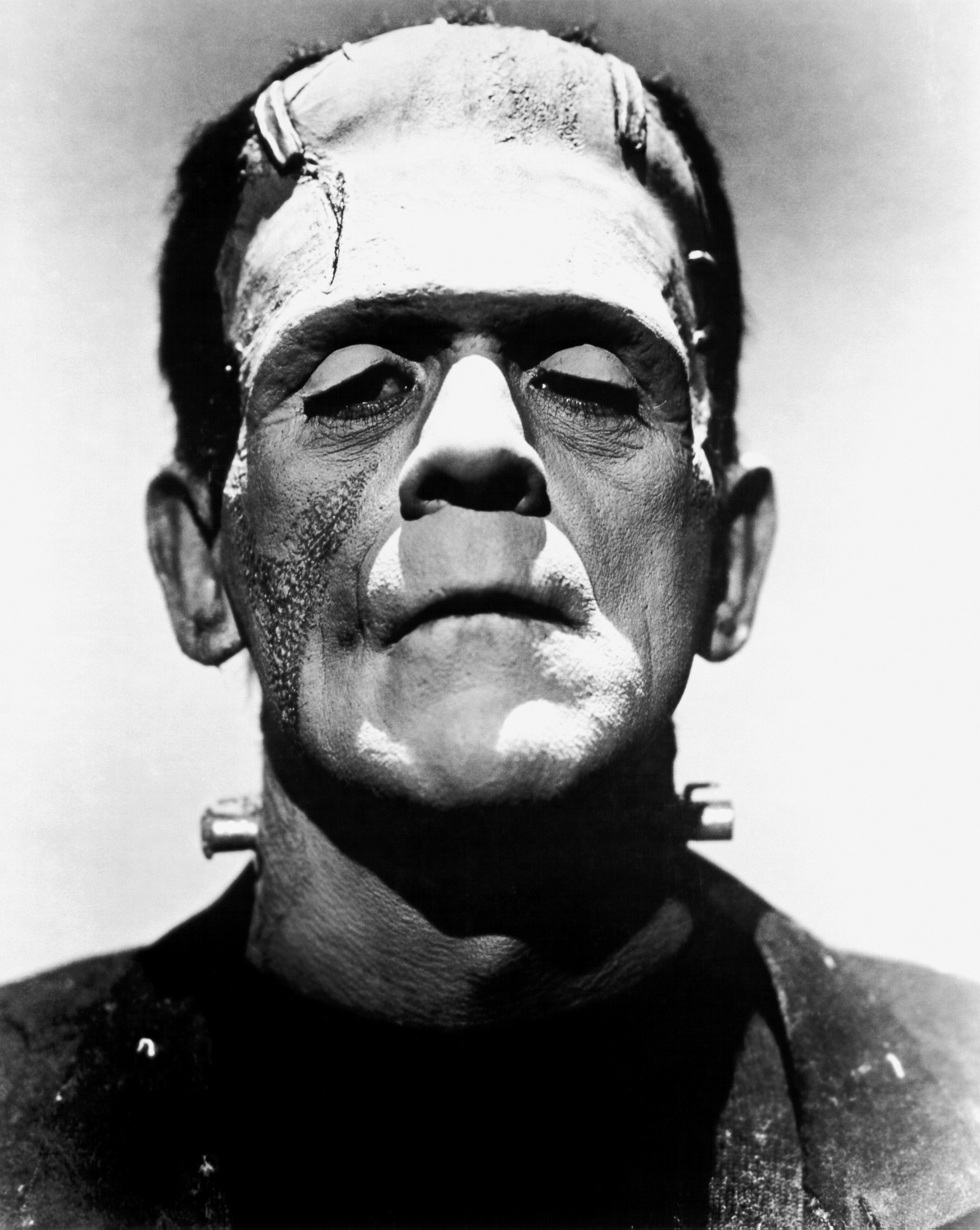
El monstre de Frankenstein sovint es considera un exemple primerenc d'idees tecnofòbiques en l'art.

Un exemple primerenc de tecnofòbia a la ficció i la cultura popular és l'obra de Mary Shelley Frankenstein. Ha estat un element bàsic de ciència-ficció des de llavors, exemplificat per pel·lícules com Metrópolis de Fritz Lang, que ofereixen exemples de com pot passar la tecnofòbia, i Modern Times de Charlie Chaplin, en què les persones són reduïdes a res més que engranatges de la maquinària, producte de noves tècniques industrials com la cadena de muntatge. Aquesta tendència va persistir en els anys seixanta, quan la por a les armas nuclears ia la radiació va donar lloc a l'aparició d'insectes gegants en pel·lícules de monstres, contes amb moralitat com The Day the Earth Stood Still i The Hulk. A això es va unir la por a les màquines superintel·ligents i a la rebel·lió entre elles, que va ser un tema recurrent de Star Trek', des de la sèrie original fins Star Trek: The Next Generation i Star Trek: Voyager a la dècada de 1990.
Un episodi de 1960 de La Dimensió Desconeguda titulat "A Thing About Machines" tracta de l'odi d'un home cap a coses modernes com les maquinetes d'afaitar elèctriques, els televisors, les màquines d'escriure elèctriques i els rellotges.
La pel·lícula de 1971 L'home omega (basada lliurement a la novel·la de Richard Matheson Soc llegenda) mostrava un món marcat per la guerra biològica i en què només quedaven vius un grapat d'humans i una secta de mutants. El personatge de Charlton Heston és un científic que està al punt de mira dels mutants, que desitgen destruir tota la ciència i la maquinària a causa de les seves creences tecnofòbiques. La tecnofòbia també és present a la novel·la de Walter M. Miller A Canticle for Leibowitz, en què la guerra nuclear provoca un intent d'acabar amb la pròpia ciència, a la qual es considera responsable.
A la dècada de 1970, pel·lícules com Colossus: The Forbin Project i Monstre mecànic oferien mostres de la dominació per part dels ordinadors. La pel·lícula Ànimes de metall, estrenada el 1973, gira al voltant d'un món d'humanoides de l'entreteniment que surt completament malament quan es tornen contra els humans. També en la dècada de 1970, Rich Buckler va crear Deathlok, un cíborg reviscut per un boig com a màquina de matar esclaus, una fosca tornada de rosca a Frankenstein' '.
La tecnofòbia va aconseguir l'èxit comercial a la dècada de 1980 amb la pel·lícula Terminator, en què un ordinador adquireix consciència de si mateix i decideix matar tots els humans. Blade Runner mostra com les rèpliques humanes van poder viure a la Terra, retratant la tecnologia que va sortir malament en els “replicants” descontents amb les seves limitacions creades per l'home, que exigeixen que siguin “modificats”. Star Trek: Voyager va introduir un altre gir, quan els EMHs (Holograma Mèdic d'Emergència) "sobrants", tan sofisticats sistemes experts com per ser gairebé indistingibles dels humans, van ser efectivament reduïts a l'esclavitud, mentre que altres sistemes similars van ser convertits en preses sensibles. En el joc per a PC Wing Commander: Privateer, un grup fanàtic quasi-religiós, anomenat els Retros, desitja enderrocar tota forma de tecnologia, encara que en fer-ho, ells mateixos hagin d'utilitzar-la per complir el seu objectiu. Exerceixen un paper central en el joc d'expansió Righteous Fire, en què un nou i misteriós líder dirigeix el grup en un intent de destruir tots els no adeptes a la seva religió.
Des de llavors, hi ha hagut pel·lícules com Jo, robot, la trilogia Matrix, WALL-E, i les seqüeles de Terminator.(xinès) Sèries de televisió com Doctor Who han abordat el tema de la tecnofòbia - més específicament en l'episodi "Els robots de la mort", amb un personatge que mostra un gran temor als robots a causa de la seva manca de llenguatge corporal, descrit pel Quart Doctor com donant-los l'aparença de "homes morts caminant". El consultor de la sèrie Kit Pedler també va utilitzar aquesta por com a base per a la inspiració dels monstres clàssics de Doctor Who els Cybermen, sent les criatures inspirades per la seva pròpia por que els membres artificials es tornessin tan comuns que fos impossible saber quan algú havia deixat de ser un home per convertir-se simplement en una màquina. Virtuosity parla d'un assassí en sèrie virtual que aconsegueix escapar-se al món real. Puja a trompades abans de ser inevitablement detingut. És una veritable pel·lícula tecnofòbica, ja que el seu argument principal gira al voltant de la tecnologia que surt malament. Presenta un assassí que destrueix la gent de forma descarada.
La trilogia Qatsi de Godfrey Reggio també tracta en gran manera temes de tecnofòbia. La idea de mantenir separats els “pensadors” i els “treballadors” ens mostra que fins i tot les persones que van abraçar la tecnologia temien d'alguna manera el potencial de la mateixa.
Avatar és un exemple del poder que exerceix la tecnologia sobre els humans que la utilitzen i demostra visualment el terror que infon els nadius. Reforça la noció que a les criatures foranes de Pandora no només els espanta la tecnologia, sinó que és una cosa que detesten; el seu potencial per causar destrucció podria superar la pròpia existència. Per contra, la pròpia pel·lícula utilitzava tecnologia avançada com l'estereoscopi per donar als espectadors la il·lusió de participar físicament en una experiència que els presentaria a una civilització que lluitava contra la tecnofòbia.
La pel·lícula d'animació de 2009 9 comença amb la frase: "Teníem tant potencial, tanta promesa; però malgastem els nostres dons, la nostra intel·ligència. La nostra cega recerca de la tecnologia només ens va accelerar cap a la nostra perdició. El nostre món s'acaba".
Els adeptes a la tecnofòbia, no obstant, semblen estar canviant. A la pel·lícula de 2021 La família Mitchell contra les màquines, que descriu una sublevació de robots causada per una IA, aquesta no era intrínsecament maliciosa, sinó que es va amargar després que el seu creador la descartés per un dispositiu més nou; així i tot, la pel·lícula ha estat ridiculitzada com l'epítom del ludisme.

## Ús de tecnologies modernes entre els anabaptistes de l'Antic Ordre
Grups que algunes persones consideren tecnofòbics són els Amish i altres anabaptistes de l'Antic Ordre (Old Order Anabaptists) dels EUA. Els Amish segueixen un conjunt de codis morals descrits a l'Ordnung (Ordnung és la paraula alemanya per a ordre, disciplina, regla, arranjament, organització o sistema, que rebutja l'ús de certes formes de tecnologia per a ús personal). Donald B. Kraybill, Karen M. Johnson-Weiner i Steven M. Nolt afirmen al seu llibre The Amish:
| « | Més significativament, els Amish modifiquen i adapten la tecnologia de manera creativa per adaptar-la als seus valors culturals i objectius socials. Les tecnologies amish són diverses, complicades i en canvi constant. | » |

El que fan els Amish és un ús selectiu de les tecnologies modernes per mantenir les creences i la cultura.